# جکسون (بازیکن فوتبال)
جکسون (به پرتغالی: Jackson Henrique Gonçalves Pereira) مدافع، هافبک اهل برزیل است که در شهر Franca و در تاریخ ۳ ژوئن ۱۹۸۸ به دنیا آمده‌است.
جکسون در تیم‌های فوتبال سائوپائولو سابقهٔ حضور دارد.